# کار نیل
 کار نیل (انگلیسی: Carr Neel؛ زاده ۳۰ اکتبر ۱۸۷۳ درگذشته ) یک تنیس‌باز اهل ایالات متحده آمریکا بود.